# Giovanni Mosca
Giovanni Mosca, spesso accreditato soltanto come Mosca (Roma, 14 luglio 1908 – Milano, 26 ottobre 1983) è stato un giornalista, umorista, illustratore e scrittore italiano.

## Biografia
Nacque a Roma da Benedetto Mosca, impiegato statale, e Emma Norma Ugolini, morta dandolo alla luce. Diplomatosi alle magistrali, iniziò la sua carriera di maestro presso la scuola elementare Dante Alighieri della natia Roma. Durante questo periodo conobbe e sposò la collega Teresa Caracciolo (1909-2000); con lei avrà quattro figli maschi: Benedetto Mosca (1936-2023, direttore di diverse testate quali «Novella 2000, «Amica» e «Annabella»), Antonello Mosca (designer), Maurizio Mosca (1940-2010, giornalista e opinionista sportivo) e Paolo Mosca (1943-2014, cantante, giornalista e scrittore).
Dedicatosi presto al giornalismo e all'illustrazione satirica, dopo aver collaborato a diverse testate tra cui il Marc'Aurelio, fu tra i primi collaboratori o fondatori dei periodici satirici più noti in Italia negli anni a cavallo della seconda guerra mondiale. Nel 1936, infatti, abbandonò l'insegnamento poiché insieme, tra gli altri, a Giovannino Guareschi e Vittorio Metz, venne chiamato a Milano da Cesare Zavattini (per conto dell'editore Rizzoli) a dar vita al settimanale Bertoldo, di cui fu direttore per sette anni. Nel 1939 evocò il periodo dell'insegnamento nel libro Ricordi di scuola.
Il 16 marzo 1940, dal Teatro Politeama di Palermo, condusse la settima Ora del dilettante.
Nel 1943, per opera della Repubblica Sociale Italiana, venne rinchiuso nel carcere di Novara, mentre la sua famiglia sfollò presso la foresteria di una villa a Pallanza, sul lago Maggiore, dove nacque l'ultimogenito Paolo; Giovanni Mosca avrebbe dovuto essere mandato in un campo di concentramento in Germania, ma il capo della XIX Legione di Novara, capitano Vettorini, che aveva letto Ricordi di scuola, cancellò il suo nome dalla lista dei prigionieri da deportare.
Uscito di prigione e ricongiuntosi con la famiglia, nel 1944 illustrò per Rizzoli Le avventure di Pinocchio di Carlo Collodi. Nel 1945 con Guareschi fondò il celebre settimanale umoristico Candido, di cui fu condirettore assieme allo stesso Guareschi; nell'ottobre 1950 venne allontanato dall'editore Angelo Rizzoli, che voleva alla guida soltanto Guareschi. In questi anni tradusse e illustrò alcuni autori latini: di Orazio Le Satire, L'Arte Poetica, Le Epistole; di Luciano, I Dialoghi. Scrisse inoltre alcune opere teatrali: L'Abate di Staffarda, L'ex alunno e Piccoli traguardi.
Nel 1951 venne chiamato al Corriere della Sera, con il quale aveva già iniziato una collaborazione nel 1937, dove oltre all'attività di umorista vignettista per il quotidiano, gli venne anche affidata la direzione del Corriere dei Piccoli, che mantenne dal 1952 al 1961. I suoi articoli e le sue caricature, pubblicate anche sul Corriere d'Informazione, scaturiscono da una vena umoristica delicata, a volte surreale, a volte sentimentale e moraleggiante, che caratterizza anche le sue opere di narrativa. Dal 1950 al 1951 aveva diretto il quotidiano Il Tempo di Milano. Nel 1958 per il Corriere si occupò anche di giornalismo sportivo, seguendo il Giro d’Italia e il Tour de France in sostituzione di Orio Vergani, ammalato. Muore a Milano il 26 ottobre 1983. Riposa, accanto alla moglie, nel cimitero monumentale di Milano.
Tra i vari suoi libri si ricordano anche un La storia d'Italia in 200 vignette (1975) e una Storia del mondo in 200 vignette (1978).
È stato, a lungo, collaboratore del Corriere della Sera (fino al 1974), nonché critico teatrale e cinematografico al Corriere d'Informazione.
Nel 1977 dedicò alla lunga storia con la moglie il libro La signora Teresa.

## Opere

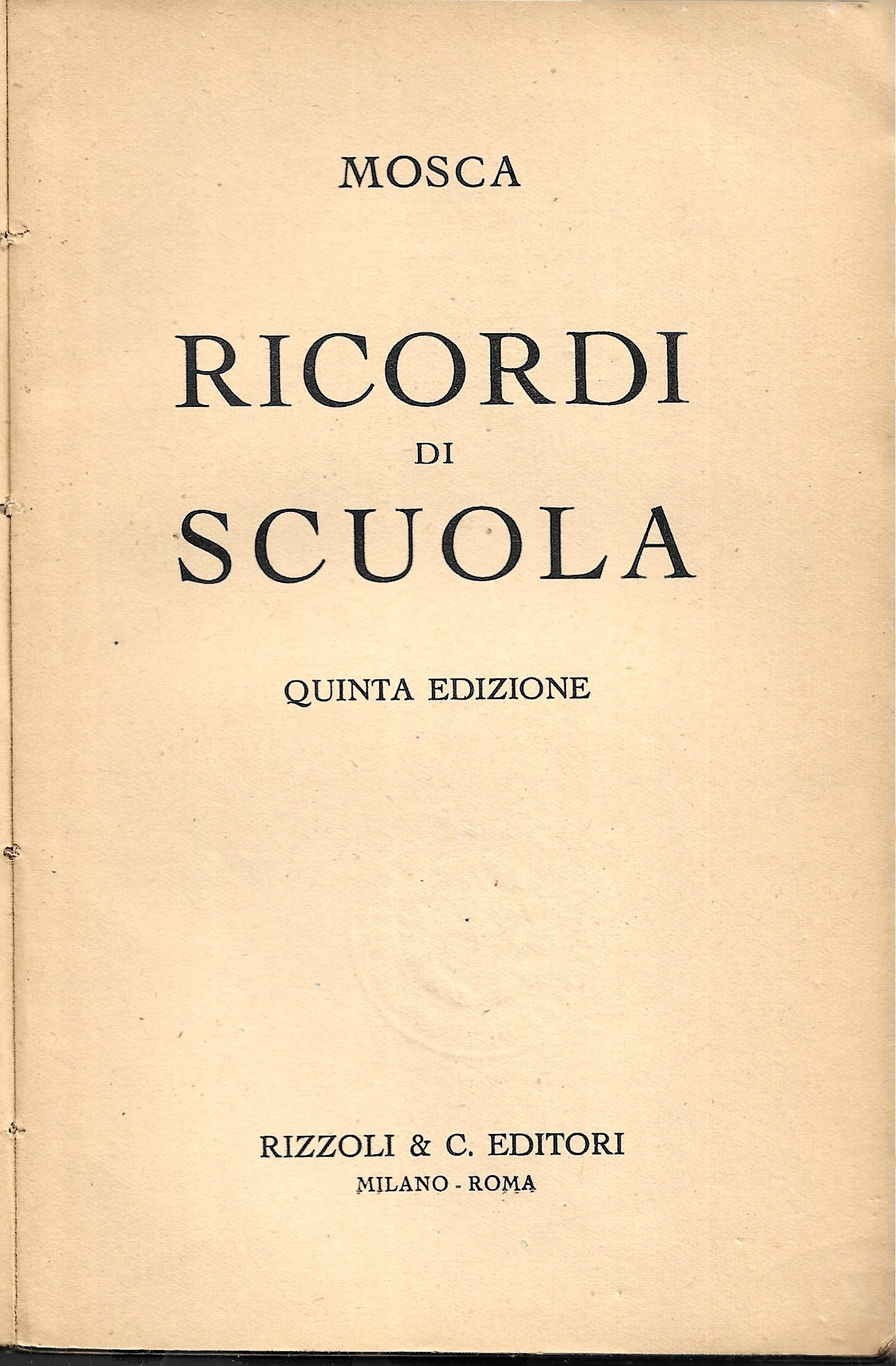
Ricordi di scuola quinta edizione 1942

- L'orfano piccolissimo tra il romanzo e la favola (1935)
- Ricordi di scuola, Rizzoli (1939)
- Non è ver che sia la morte. Romanzo con accompagnamento di versi dei migliori poeti italiani (1941)
- La lega degli onesti (1945)
- Visi pallidi (1946)
- Il re in un angolo. Colloqui a Cascais (1950)
- Questi nostri figli (1951)
- I ragazzi di Villa Borghese (1954)
- Gian Cordiè (1955)
- Piedi caldi e piedi freddi. Ricordi di vita militare (1956)
- Velocipede d'amore, con illustrazioni di Massimo Di Rienzo (1960)
- L'Italia in 120 vignette (1961)
- Diario di un padre (1968, 1969)
- Racconti sospesi in aria (1970)
- La storia d'Italia in 200 vignette (1975)
- Candido in Italia (1976)
- La signora Teresa (1977)
- La storia del mondo in 200 vignette (1978)
- Il nuovo galateo (1980)
- Racconti sospesi in aria (1986: uscito postumo)

## Prosa radiofonica Rai
- L'angelo e il commendatore, tre atti di Giovanni Mosca, con Nando Gazzolo, Giuseppe Ciabattini, Itala Martini, Nerina Bianchi, Renata Salvagno, Elio Bortolotto, Elio Jotta, regia di Enzo Ferrieri, trasmessa il 7 aprile 1949.[13]

## Nella televisione e nel cinema
Un episodio del 1984 della serie televisiva sovietica per bambini Eralash è una breve trasposizione in chiave comica di una parte di Ricordi di scuola. I ruoli principali sono recitati da noti comici sovietici: Evgeny Morgunov (il direttore della scuola) e Gennady Khazanov (il nuovo insegnante, ossia Mosca).
Nel film del 2013 Che strano chiamarsi Federico, di Ettore Scola, è presente il personaggio di Giovanni Mosca, ritratto ai tempi del Marc'Aurelio, ed è interpretato dall'attore italiano Fabio Morici.

## Fonti
- Silvana Cirillo, Giovanni Mosca, in Dizionario biografico degli italiani, LXXVII, Roma, Istituto dell'Enciclopedia Italiana, 2012. URL consultato il 9 marzo 2015.